# Operation Sledgehammer
Die Operation Sledgehammer (deutsch Operation Vorschlaghammer) war ein von den USA in der Frühphase des Zweiten Weltkriegs favorisiertes Unternehmen zur Invasion in Westeuropa. Es war lediglich für den Fall vorgesehen, dass der sowjetische Widerstand gegen die nach Osten vordringende Wehrmacht zusammenbrechen oder entscheidend geschwächt werden sollte.
Der amerikanische Planungsstab, von Dwight D. Eisenhower zur Planausarbeitung eingesetzt, ging von einer möglichen Landung im Sommer 1942 aus. Sie sollte von britischen Einheiten ausgeführt werden; Verstärkung durch die US Army sollte ihnen folgen. Eine Anzahl US-Divisionen befanden sich im Rahmen der Operation Bolero bereits auf dem Weg ins Vereinigte Königreich. Als Angriffstag (D-Day) wurde ein Datum zwischen dem 15. Juli und dem 1. August angenommen. Der Operation sollten fünfzehntägige Luftangriffe vorausgehen, die zum Abzug deutscher Flugzeuge von der Ostfront führen sollten. Der Luftraum über dem Ärmelkanal und an der Côte d’Opale – die Küste Frankreichs zwischen Dünkirchen und Abbeville – war als alliierter Kontrollraum vorgesehen. Weitere Luftangriffe sollten auf die Küsten der Niederlande, Belgiens und der Normandie geflogen werden. 30 Tage danach war der Landungsangriff der Haupttruppe vorgesehen, die das Gebiet nördlich der Seine und Oise zu kontrollieren hatte.
Eine wenig später erarbeitete Revision zur Operation Sledgehammer bestand nach den US-Plänen aus einer sechs Divisionen starken Landungstruppe, die den Ärmelkanal nach Cherbourg überqueren sollte. Cherbourg liegt an der Nordseite der Halbinsel Cotentin.
Der dann zu bildende Brückenkopf hätte die Hauptaufgabe gehabt, auf Nachschublieferungen aus Großbritannien zu warten und ein umfangreiches Waffendepot für einen späteren Vorstoß ins französische Landesinnere aufzubauen.
Die untergeordnete Operation Jupiter war zum Aufbau eines Brückenkopfes in Norwegen gedacht.
Die Briten plädierten aber schon Mitte Juli 1942 für einen späteren Invasionstermin. Die von ihnen favorisierte Operation Roundup war frühestens für die erste Hälfte des Jahres 1943 vorgesehen.
Die Sowjetunion unter Führung von Josef Stalin forderte von den Westalliierten, möglichst schnell eine „Zweite Front“ im Westen zu schaffen. Der britische Premierminister Winston Churchill gab bei einem Treffen in Moskau Mitte August 1942 die Entscheidung bekannt, die Invasionspläne zu verschieben.
Im weiteren Verlauf gelang es Churchill, US-Präsident Franklin D. Roosevelt von einer Landung in Nordwestafrika im Herbst 1942 (Operation Gymnast/Torch) anstelle von Operation Sledgehammer zu überzeugen.